# 정대민
정대민(鄭大民, 1551년 ~ 1598년)은 조선의 문신이다. 본관은 하동(河東). 자는 중립(中立).
1575년(선조 8) 25세에 처음으로 동부 참봉(東部參奉)에 제수되었고, 이어 영숭전(永崇殿)ㆍ문소전(文昭殿)ㆍ집경전(集慶殿)의 참봉을 역임하고 얼마 후에 군자감봉사(軍資監奉事), 직장(直長), 주부(主簿)에 승진되었다가 사헌부 감찰(司憲府監察), 장례원 사평(掌隸院司評)으로 전직되었다. 1586년(선조 19년) 운봉 현감(雲峯縣監), 1591년(선조 24년) 곡성 현감(谷城縣監), 1594년(선조 27년) 장수 현감(長水縣監)을 지냈다.

## 가족 관계
- 증조부 : 정여창(鄭汝昌)
  - 조부 : 증 호조정랑 정희설(鄭希卨)
    - 부 : 정언남(鄭彦男)

  - 외조부 : 김중홍(金重泓)
    - 모 : 김중홍(金重泓)의 딸
      - 부인 : 군수(郡守) 임희무(林希茂)의 딸
        - 아들 : 정홍서(鄭弘緖)
        - 며느리 : 증 도승지(贈都承旨) 양사형(楊士衡)의 딸
          - 손자 : 정광한(鄭光漢)
          - 손자 : 정광현(鄭光睍)
          - 손자 : 정광연(鄭光淵)

        - 딸 : 하동 정씨
        - 사위 : 찰방(察訪) 방원진(房元震)
          - 외손자 : 진사(進士) 방명욱(房明煜)
          - 외손자 : 생원 방명소(房明熽)
          - 외손녀 : 남양 방씨